# Chava Rosenfarb
Chava Rosenfarb (jid. ‏חוה ראָזענפֿאַרב‎ Chawe Rozenfarb; ur. 9 lutego 1923 w Łodzi, zm. 30 stycznia 2011 w Lethbridge) – żydowska pisarka i poetka tworząca w jidysz.

## Życiorys

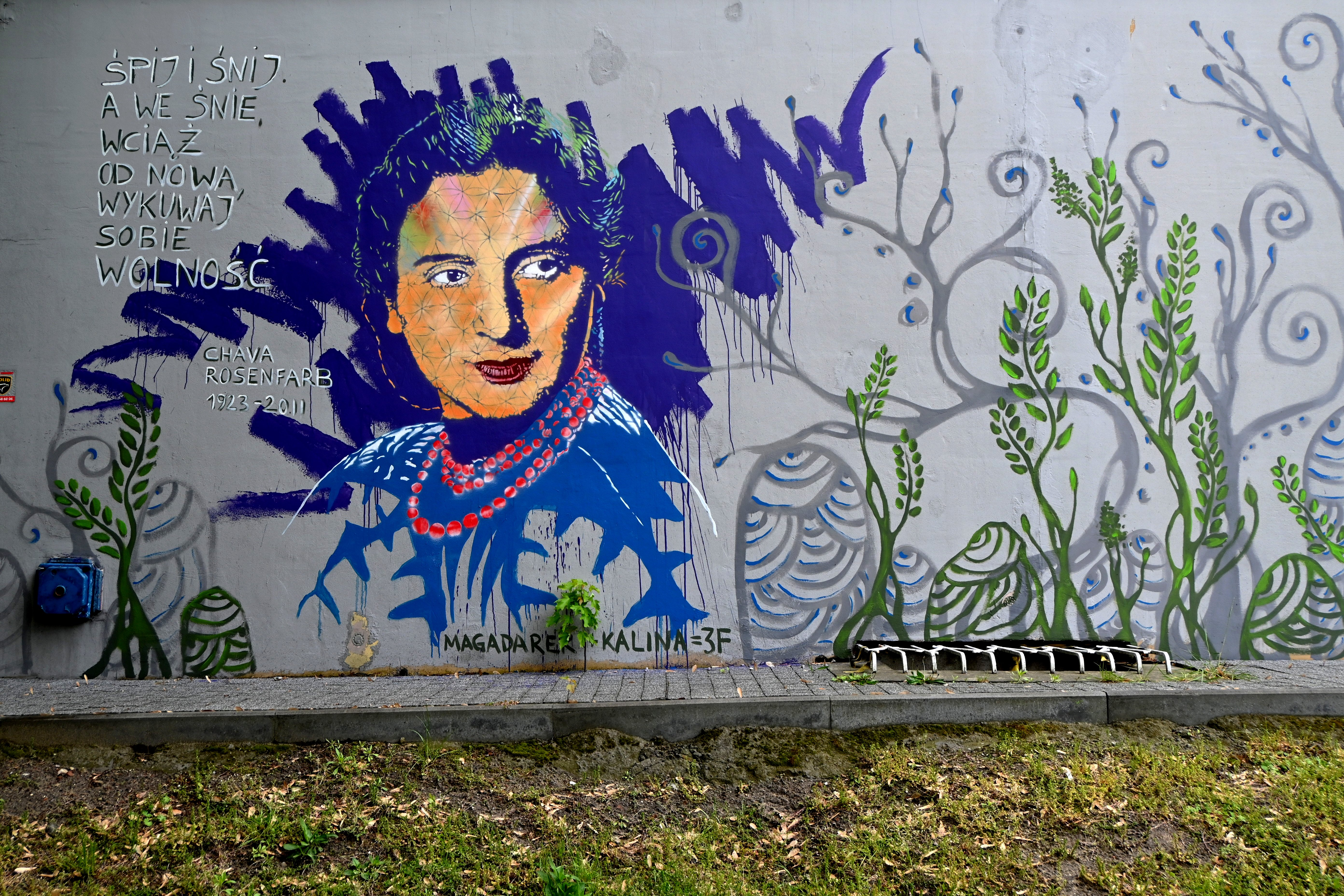
Szablon autorstwa 3fali przedstawiający Chavę Rosenfarb wykonany na warszawskiej Woli

### Dzieciństwo i okres II wojny światowej
Urodziła się w Łodzi, gdzie spędziła dzieciństwo. Ojciec był kelnerem, matka zaś pracowała w jednej z fabryk w Łodzi. Oboje byli zeświecczonymi Żydami związanymi z organizacją Bund. W momencie wybuchu II wojny światowej uczyła się w prowadzonej przez Bund szkole im. Włodzimierza Medema w Łodzi, gdzie językiem wykładowym był jidysz. Podczas wojny mieszkała z rodziną w łódzkim getcie, gdzie zaczęła pisać wiersze i została wciągnięta przez Symchę Bunim Szajewicza do kręgu poetów i pisarzy tworzących w jidysz. W tym czasie zaprzyjaźniła się także z Zenią Marcinkowską, z którą później przez lata prowadziła korespondencję.
W 1944 w ramach likwidacji getta została wywieziona wraz z siostrą i matką do obozu Auschwitz-Birkenau, następnie rodzina pracowała w obozie Sasel (podobóz obozu koncentracyjnego Neuengamme). Po zniszczeniu obozu przez nalot dywanowy na Hamburg, została przewieziona wraz z matką i siostrą do obozu Bergen-Belsen. Wygłodzoną i chorą na tyfus rodzinę uratowało przed śmiercią wyzwolenie obozu przez armię brytyjską 15 kwietnia 1945.  

### Po II wojnie światowej
Po wyzwoleniu osiedliła się pierwotnie w Belgii, gdzie wzięła ślub z Henrykiem Morgentalerem i utrzymywała się jako nauczycielka w miejscowej szkole. W 1950 r. wyemigrowała wraz z mężem do Kanady, gdzie osiedliła się na stałe w Montrealu. W tym samym roku urodziła córkę, Goldie Morgentaler, która później została profesorem literatury na Uniwersytecie w Lethbridge i tłumaczką oraz propagatorką twórczości swojej matki. Z Henrykiem miała też drugie dziecko, syna Abrahama. 
Po rozwodzie z Henrykiem Morgentalerem w połowie lat 70. XX w. związała się z Simchą-Binem Wienerem, współwłaścicielem Astronaut Travel Agency z Melbourne, którego znała z czasów dzieciństwa. W latach 70. i 80. mieszkała z Wienerem częściowo w Melbourne i częściowo w Kanadzie. W 1998 osiedliła się na stałe w Toronto, a następnie w 2003 przeniosła się do Lethbridge, gdzie pozostała pod opieką swojej córki aż do śmierci.

## Twórczość i uznanie
Pierwszą opublikowaną pracą Chavy Rosenfarb był tomik poezji Di balade fun nechtikn wald wydany w Londynie w 1947. Druga książka, Dos lid fun dem jidiszn kelner Abram, mająca formę poematu, upamiętnia życie jej ojca, który zmarł w transporcie do obozu Dachau. W 1966 r. na deskach Narodowego Teatru Habima w Tel Awiwie wystawiono jej dramat Der fojgl fun geto poświęcony postaci lidera powstania w getcie w Wilnie. 
W 1972 r. ukazała się jej najbardziej znana powieść „Drzewo życia”, nad którą pracowała od lat 50. XX w. Trzytomowe dzieło opisuje życie jej rodziny oraz kręgu przyjaciół w łódzkim getcie. Druga jej powieść „Bociany” opisuje życie pary żydowskiej przybywającej z tytułowego miasteczka do Łodzi. Powieść ta jest oparta na wspomnieniach matki autorki. W latach 80. XX w. opublikowała w czasopiśmie Di Goldene Kejt – serię opowiadań opisujących losy jej znajomych i przyjaciół, którzy przeżyli holokaust. Przetłumaczone na angielski przez jej córkę, opowiadania te zostały opublikowane w Kanadzie w 2005 r.
Chava Rosenfarb tworzyła wyłącznie w języku jidysz, głównie z myślą o czytelnikach z jej własnego kręgu kulturowego. Jednak w 2000 r. nakłoniona przez córkę zdecydowała się sama przetłumaczyć na angielski i wydać „Bociany” oraz „Of Lodz and Love”. Według słów jej córki w swojej twórczości świadomie unikała opisywania rzeczywistości obozów zagłady. „Drzewo życia” świadomie kończy się z dniem likwidacji łódzkiego getta. Jedynym wyłomem w tej zasadzie jest powieść Briw cu Abraszen, w której autorka odnosi się do swoich wspomnień obozowych w formie listów pisanych już po wojnie do męża żyjącego w Niemczech.

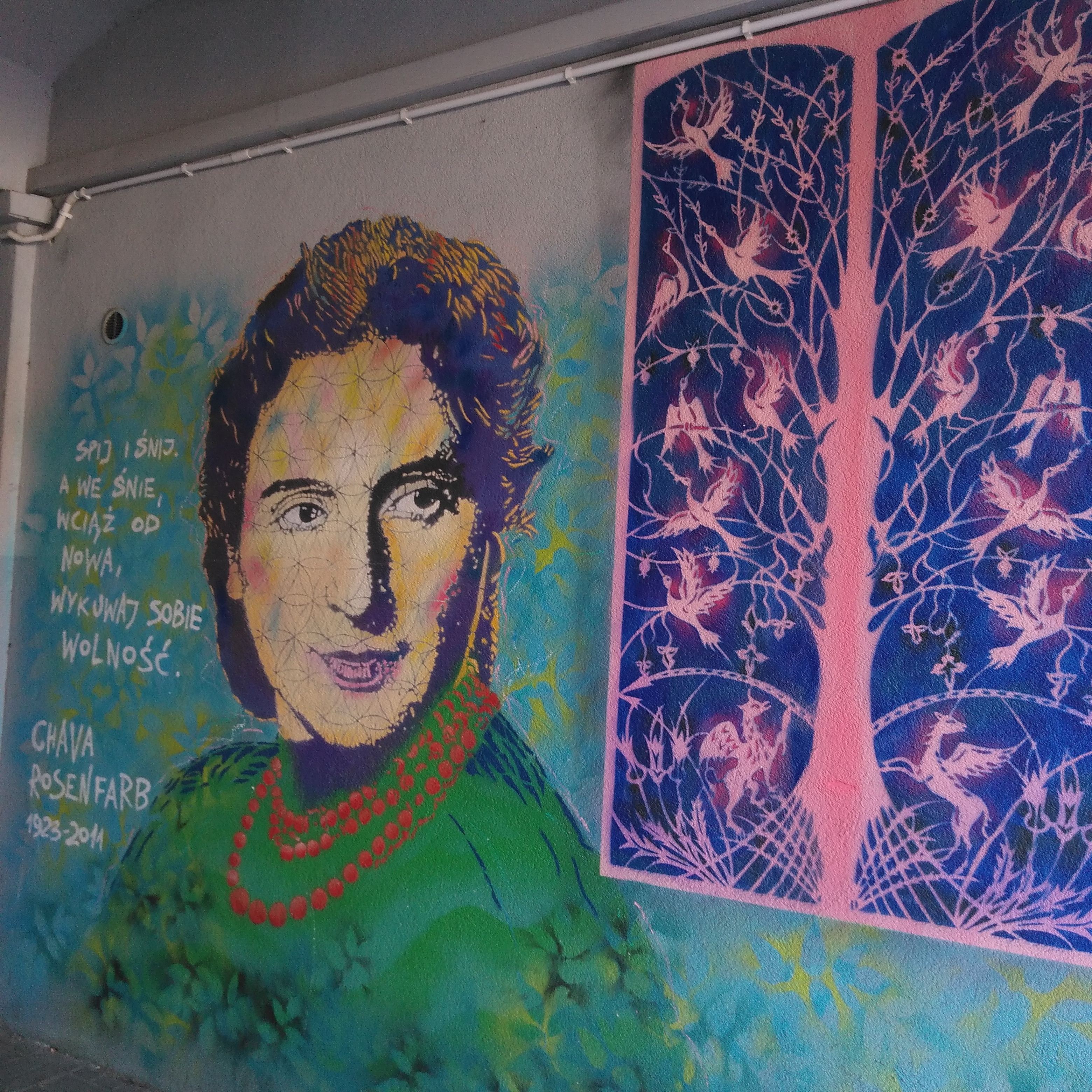
Mural w Łodzi (ul. Łagiewnicka 25) upamiętniający postać Chavy Rosenfarb.

Jeszcze za jej życia promocją jej twórczości zajęła się jej córka, która przetłumaczyła na angielski większość jej twórczości i prowadzi stronę internetową poświęconą swojej matce. W 2011 r. kanadyjskie radio CBC nagrało i wyemitowało serię programów dotyczących życia i twórczości Chavy Rosenfarb.
Twórczość Chavy Rosenfarb w jidysz, a także tłumaczenia jej książek otrzymały łącznie kilkanaście nagród. M.in. otrzymała dwukrotnie nagrodę Icyka Mangera, przyznawaną najwybitniejszym pisarzom tworzącym w jidysz.
Chava Rosenfarb długo pozostawała zupełnie nieznana w Polsce. W 2018 r. promocją i tłumaczeniem jej twórczości zajęło się Centrum Dialogu im. Marka Edelmana w Łodzi, które uzyskało grant na wydanie polskiego tłumaczenia „Drzewa życia”, a następnie „Bocianów” i „Między miasteczkiem i Łodzią”.
W 2022 r. Rada Miasta Łodzi postanowiła uczcić pisarkę ogłaszając rok 2023 rokiem Chavy Rosenfarb oraz Pawła Kleckiego.
W 2023 r. imieniem Chavy Rosenfarb nazwano pasaż w Łodzi.

### Ważniejsze publikacje
- Di balade fun nechtikn wald (jid. ‏די באַלאַדע פֿון נעכטיקן וואַלד‎, ang. The Ballad of Yesterday’s Forest, Londyn 1947)
- Dos lid fun dem jidiszn kelner Abram (jid. ‏דאָס ליד פֿון דעם ייִדישן קעלנער אַבראַם‎, ang. The Song of the Jewish Waiter Abram)
- Geto un andere lider (jid. ‏געטאָ און אַנדערע לידער‎, ang. Ghetto and Other Poems)
- Arojs fun gan-ejdn (jid. ‏אַרויס פֿון גן־עדן‎, ang. Out of Paradise)
- Der fojgl fun geto (jid. ‏דער פֿויגל פֿון געטאָ‎, ang. The Bird of the Ghetto, 1966)[12]
- Der bojm fun lebn (jid. ‏דער בוים פֿון לעבן‎, pol. Drzewo życia, ang. The Tree of Life, 1972; University of Wisconsin Press, 2004, and Scribe, Melbourne, Australia; wyd. polskie: Centrum Dialogu im. Marka Edelmana, Łódź 2015-2019, ISBN 978-83-63182-29-8[13])
- Boczani (jid. ‏באָטשאַני‎; polskie tłumaczenie: Bociany. Opowieść o sztetlu, Centrum Dialogu im. Marka Edelmana, Łódź 2022, ISBN 978-83-63182-54-0)
- ang. Bociany and Of Lodz and Love (Syracuse University Press, 2000, wyd polskie: Między miasteczkiem i Łodzią. Opowieść o miłości,  Centrum Dialogu im. Marka Edelmana, Łódź 2020, ISBN 978-83-631-8250-2)
- ang. Survivors: Seven Short Stories (Cormorant Books, 2005)